# Plocepasser rufoscapulatus
El tejedor gorrión dorsicastaño (Plocepasser rufoscapulatus) es una especie de ave paseriforme de la familia Passeridae propia de África Central.

## Distribución
Se encuentra en Angola, República Democrática del Congo, Malawi y Zambia.